# Dirk Laurens de Koe
Dirk Laurens de Koe (Lemmer, 4 februari 1868 - Assen, 25 januari 1957) was een Nederlands burgemeester.
Mr. De Koe was een zoon van Hylke Annes de Koe en Reinsche Landmeter, hij werd vernoemd naar zijn grootvader Dirk Lourens Landmeter. Net als zijn vader werd hij notaris, hij vestigde zich als zodanig in Sappemeer waar hij van 1901-1937 actief was.
In 1902 trouwde hij met Geertje Schuitemaker (1870-1943). De Koe zat in het bestuur van diverse commissies. Hij was onder andere van 1911 tot aan zijn overlijden president-commissaris van de Drentsch-Overijsselsche Houthandel N.V. in Coevorden.
In 1912 werd hij burgemeester in zijn woonplaats Sappemeer, hij zou aanblijven tot 1917.